# 探索頻道望遠鏡

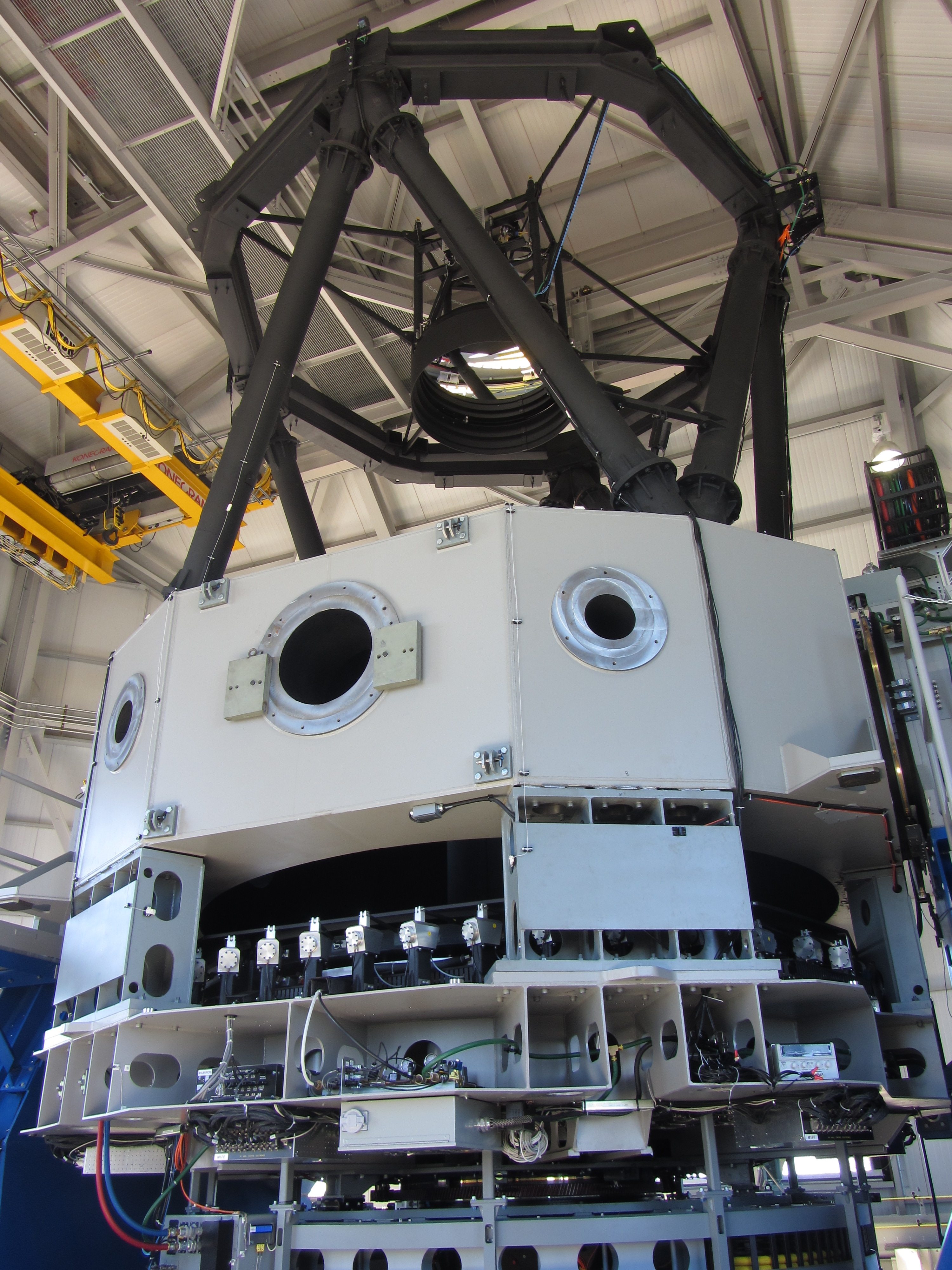
探索頻道望遠鏡。

探索頻道望遠鏡（Discovery Channel Telescope，DCT）是一座口徑4.3公尺的望遠鏡，由位於美國亞利桑那州旗桿市的羅威爾天文台和探索頻道合造。該望遠鏡位於靠近快樂傑克森林保護區的可可尼諾國家森林區域內。望遠鏡址的海拔2360公尺，位於旗桿市南南東方約65公里處。該計畫是由羅威爾天文台和探索傳播合作進行。在計畫初期該望遠鏡耗資約5300萬美金。探索頻道望遠鏡將顯著提升羅威爾天文台的觀測能力，以及在一些重要的領域中進行開創性研究。 
探索頻道望遠鏡的建設完成於2012年2月，並在同年4月開光。

## 望遠鏡
探索頻道望遠鏡的設計可以支援不同類型的光路配置。第一種配置可在光學和近紅外線狀況下擁有理想的高解析率影像和光譜分析。它的設計允許在未來升級成視野2°的廣域主焦點式系統。另外探索頻道望遠鏡切換成里奇-克萊琴模式時在深空影像巡天能力相當優異，並且它和其他巡天望遠鏡不同的是，在滿月等月球相當明亮的夜空仍有相當高的效能。

## 建造
羅威爾天文台和探索傳播於2003年2月建立夥伴關係以建造探索頻道望遠鏡。2004年11月該計畫收到了來自美國林務署核發的位於望遠鏡現址的特殊許可證，並立即展開了該地現有道路改善工程。主鏡的鏡胚於2005年下半年在康寧公司製成。高26公尺、直徑19公尺的望遠鏡圓頂和附屬支撐設備工程於2005年9月中開始建造。望遠鏡主鏡的磨製與拋光則是由亞利桑那大學光學學院完成，最後重量3000公斤，耗時3年。主鏡於2010年6月送到望遠鏡址後鍍上一層鋁，於2011年8月裝上望遠鏡。探索頻道望遠鏡於2012年完成並開光。它的口徑預期是4.2公尺，但原來可用的口徑是4.3公尺。

## 研究
探索頻道望遠鏡可以應用在廣泛且不斷發展中的各項研究課題。例如它可以用在柯伊伯带天體成份調查、彗星研究、小型星系的結構和演化、恆星群的研究等。
計畫的重要人物有羅威爾天文台台長 Jeffrey Hall、項目經理 Bill DeGroff 和儀器科學家愛德華·鄧漢（Edward Dunham）。

## 和其他望遠鏡比較
於2012年建成的探索頻道望遠鏡是在美國本土的第五大光學望遠鏡。美國本土更大的望遠鏡分別是兩台口徑8.4公尺的大双筒望远镜、6.5公尺的多鏡面望遠鏡、5.08公尺的海爾望遠鏡。而9.2公尺的霍比-埃伯利望远镜則以光譜觀測為主。

## 外部連結
- Lowell Observatory homepage （页面存档备份，存于）
- University of Arizona College of Optical Sciences （页面存档备份，存于）